# Palau Boule
El Palau Boule és un edifici historicista de Reus (Baix Camp) protegit com a bé cultural d'interès local.

## Història
Construït per Josep Boule entre 1860 i 1870 com a residència familiar i per albergar les oficines de la companyia de vins, amb naus industrials utilitzades per la criança de vins, tenia cups enormes, bótes i bocois de gran capacitat que arribaven als 4.000 hectolitres. La finca era de més de 8 hectàrees, i arribava fins al passeig de Mata. Hi havia un hort, avellaners, vinya i arbres fruiters, i un mas, més endavant dit Mas del Mayner, el seu gendre, que seguí l'explotació de l'empresa de vins i mantingué la propietat de l'edifici fins al 1932. Posteriorment, en els primers anys quaranta, la casa va ser convertida en clínica, dirigida pel doctor Aluja Pons. Des del 1954 va ser ocupada per l'Escola Maria Cortina, un col·legi concertat

## Descripció
És un palau de planta baixa i dos pisos. Es tracta d'un edifici aïllat en el que domina un cos central emergent i regulat respecte al pla de la façana principal. Les obertures de cada planta es componen de manera diferent: en la planta baixa són finestres grans rematades amb arcs de mig punt, mentre que en la planta primera són balconeres que donen a un balcó corregut i en la planta segona són finestres quadrades i de mides petites. L'edifici es troba rematat per una cornisa sobre mènsules i per un ampit d'obra superior. Cada tram vertical de composició es troba separat per un pilar en baix relleu en la superfície. El cos central es remata també per una cornisa però més senzilla, i per un ampit que combina parts massisses i parts amb balustrades.
Al tractament de la façana es distingeix un acabat amb un estuc llis a excepció dels elements singulars abans esmentats. Els balcons són lloses de pedra amb baranes de ferro forjat. A les façanes laterals de les naus encarades a l'edifici hi ha dos plafons en alt relleu que representen el comerç i la indústria.
L'interior de l'edifici ha sofert moltes variacions degut a l'ús que se n'ha fet: residència particular, clínica privada i escola femenina. Es conserva l'estructura bàsica de tres crugies amb la sala al mig, estructura que es troba a la base de la masia tradicional catalana. El pis principal el centra una sala circular amb cúpula i llanterna, que feia les funcions d'un distribuïdor. Algunes de les sales del pis, ara convertides en aules, conserven plafons centrals al sostre de la construcció original.